# Byron Russell
Bryon Demetrise Russell (San Bernardino, Kalifornija, 31. prosinca 1970.) umirovljeni je američki profesionalni košarkaš. Igrao je na poziciji bek šutera i niskog krila. Izabran je u 2. krugu (45. ukupno) NBA drafta 1993. od strane Utah Jazza. Tijekom 12-godišnje NBA karijere igrao je još za Washington Wizardse, Los Angeles Lakerse i Denver Nuggetse. 

## NBA
Russell je izabran kao 45. izbor NBA drafta 1993. od strane Utah Jazza. Kao jedan od najvažnijih igrača Jazza bio je zaslužan za dva uzastopna plasmana u NBA finale. Postao je najpoznatiji po obrani na Michaelu Jordanu u finalima 1997. i 1998. godine protiv Chicago Bullsa. Naime u zadnjoj utakmici finala 1998. godine MJ je zabio pobjednički šut nakon što je Russellla bacio na koljena odličnim driblingom. Isto se dogodilo u prvoj utakmici finala 1997. godine. Kasnije je postao suigrač Jordanu u Washington Wizardsima. Kako u Wizardsima nije dobio šansu za osvajanje naslova NBA prvaka, Russell odlazi u tadašnje prvake Los Angeles Lakerse. S njima je odigrao svoje treće finale u karijeri, ali ponovo je ostao bez naslova jer su ih u finalu 2004. porazili Detroit Pistonsi. Sezonu i pol proveo je kao član Denver Nuggetsa, a u veljači 2006. u velikoj razmjeni četiri kluba mjenjan je u Seattle SuperSonicse. Međutim, za njih nikada nije zaigrao te je otpušten iz kluba.

## Vanjske poveznice
- Profil na NBA.com
- Profil na Basketball-Reference.com